# Чернятин (зупинний пункт)
Черня́тин — пасажирський залізничний зупинний пункт Жмеринської дирекції Південно-Західної залізниці на неелектрифікованій лінії Жмеринка-Подільська — Могилів-Подільський між станціями Матейкове (3 км) та Бар (13 км). Розташований у селі Чернятин Жмеринського району Вінницької області.

## Пасажирське сполучення
На зупинному пункті зупиняються лише приміські поїзди сполученням Жмеринка — Могилів-Подільський.